# Casio F-91W

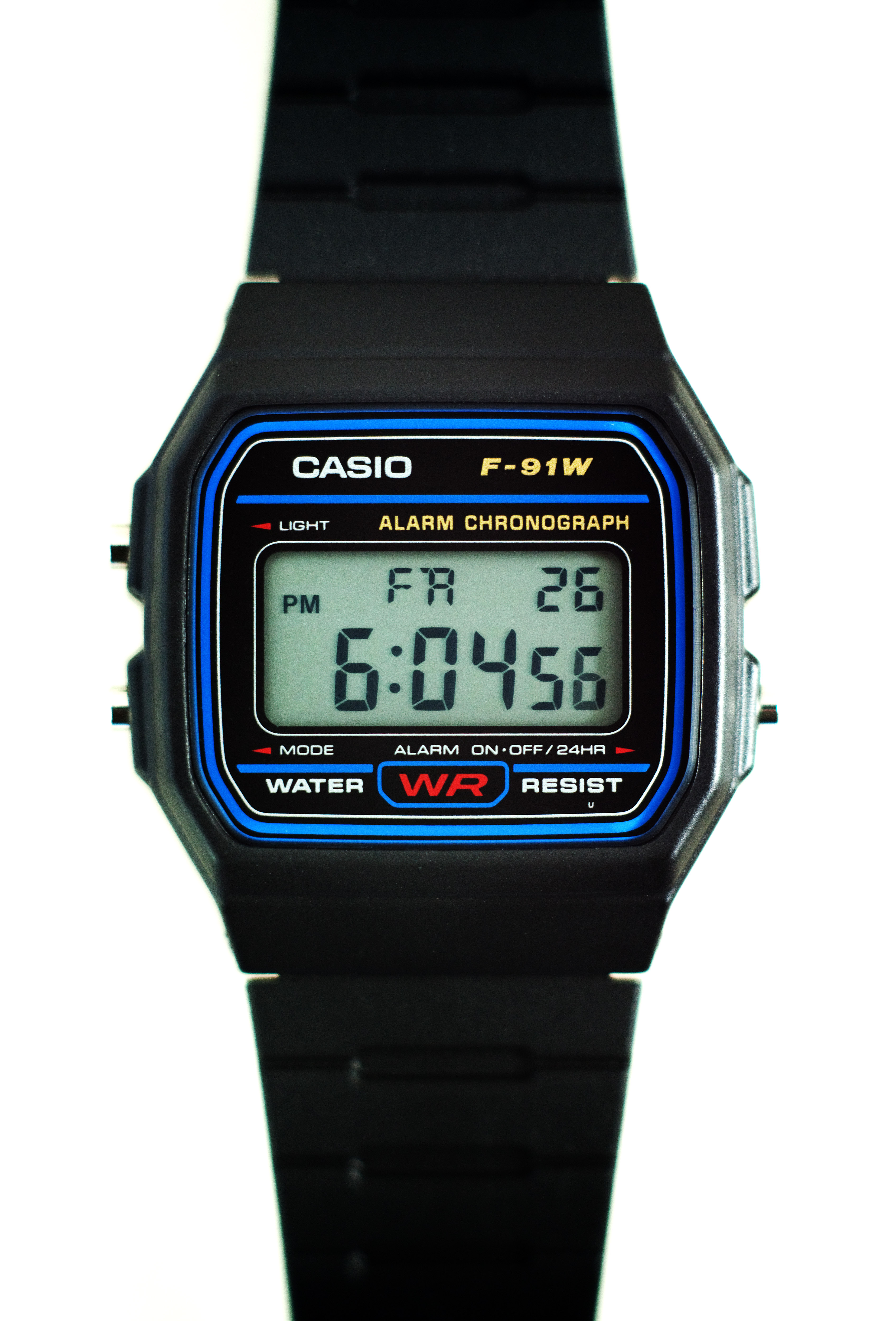
Klockan F-91W-1 med plastarmband

Casio F-91W är en digital klocka tillverkad av det japanska elektronikföretaget Casio. År 1989 introducerades klockan och blev populär för sin enkelhet, tillförlitlighet och opretentiösa samt rena utformning. Av denna anledning är den fortfarande i produktion med samma utformning. Årlig produktion av klockan är 3 miljoner enheter per år.  F-91W är en del av Casios F-serie klockor. 